# Mossoró
Mossoró är en stad och kommun i nordöstra Brasilien och ligger i delstaten Rio Grande do Norte. Den är belägen längs floden Apodi och är delstatens näst största stad, med cirka 280 000 invånare i kommunen. Mossoró är indelad i 27 stadsdelar, bairros.

## Befolkningsutveckling
| Område     | Areal (km²)   | Invånarantal 1 augusti 2000 | Invånarantal 1 augusti 2010 | Invånarantal 1 juli 2014 |
| ---------- | ------------- | --------------------------- | --------------------------- | ------------------------ |
| Kommun     | 2 099,33      | 213 841                     | 259 815                     | 284 288                  |
| Centralort | Ingen uppgift | 199 081                     | 237 241                     | Ingen uppgift            |